# Iztok Puc
Iztok Puc, född 14 september 1966 i Slovenj Gradec, SFR Jugoslavien (nuvarande Slovenien), död 20 oktober 2011 i San Diego, Kalifornien, var en slovensk-kroatisk och tidigare jugoslavisk handbollsspelare (vänsternia).
Iztok Puc var med och tog OS-brons 1988 i Seoul för Jugoslavien och OS-guld 1996 i Atlanta för Kroatien.

## Efter handbollskarriären
2005 flyttade Iztok Puc med sin fru Jasenka (dotter till Hrvoje Horvat) till Florida, USA, för att stötta deras ende son Borut (född 1991) i hans tenniskarriär.
I april 2011 hittades de första tecknen på att Puc drabbats av lungcancer. Efter att sjukdomen spridit sig från lungorna till levern avled Puc den 20 oktober 2011 på ett sjukhus i San Diego, USA.